# Liste der Naturdenkmale in Gelsenkirchen

Stadtwappen Gelsenkirchen

Die Liste der Naturdenkmale in Gelsenkirchen enthält die Naturdenkmale aus dem Landschaftsplan und der vorläufigen Naturdenkmalverordnung von 2018. Letztere wurde entworfen, da die letzte Festlegung der Naturdenkmäler schon mehrere Jahre her ist. Einige, der im heute noch gültigen Landschaftsplan von 2000 und der Naturdenkmalverordnung von 2001 festgelegten Objekte, existieren heute nicht mehr. Die alten Bäume mussten im Laufe der letzten Jahre aufgrund von Krankheit und Sturmschäden gefällt werden.
Gelistet sind Bäume und Findlinge, die aus wissenschaftlichen, naturgeschichtlichen und landeskundlichen Gründen von Bedeutung sind oder durch ihre Seltenheit, Eigenart und Schönheit beeindrucken. Insgesamt gibt es in Gelsenkirchen 46 Naturdenkmale.

## Naturdenkmale im Landschaftsplan
Rechtskraft seit 2000.

Schild Naturdenkmal

Der Gelsenkirchener Landschaftsplan ist in 13 Planungsräume (PR) untergliedert:
- PR 01  Oberscholven / Hassel
- PR 02  Scholven / Hassel / Buer-Mitte
- PR 03  Scholven bis Beckhausen
- PR 04  Buerscher Grüngürtel
- PR 05  Buer-Mitte bis Resser Mark
- PR 06  Emscherbruch
- PR 07  Sutumer Feld
- PR 08  Horst
- PR 09  Kanalzone
- PR 10  Heßler / Feldmark / Rotthausen
- PR 11  Bismarck / Bulmke-Hüllen
- PR 12  Bulmke-Hüllen / Ückendorf
- PR 13  Rotthausen / Ückendorf

Darin festgesetzte Naturdenkmale sind dem Planungsbereich zugeordnet.
| Denkmal-Nummer | Ort / Lage | Bezeichnung des ND      | Anzahl | Art                           | Eingetragen seit | Schutzgrund                   | Beschreibung | Bild            |
| -------------- | --- | ----------------------- | ------ | ----------------------------- | ---------------- | ----------------------------- | --- | --------------- |
| PR 01-ND 1     | Gelsenkirchen-Scholven ca. 100 m nördlich des Gehöftes Hollmann, Buerelter Straße 322 Karte                                                    | Einzelbaum, zweistämmig | 1      | Esche (Fraxinus exelsior)     | 2000             | Seltenheit Eigenart Schönheit | Eschenzwiesel Alter: ca. 150–200 Jahre Stammumfang: ca. 410 cm Der Stamm ist hohl und bedarf auf Dauer einer baumchirurgischen Behandlung. | BW              |
| PR 01-ND 4     | Gelsenkirchen-Scholven Hohlweg am Gehöft Menger, Oberscholvener Straße 86 Karte                                                                | Einzelbaum              | 1      | Esskastanie (Castanea sativa) | 2000             | Seltenheit Schönheit          | Alter: ca. 100 Jahre Stammumfang: ca. 340 cm | BW              |
| PR 01-ND 5     | Gelsenkirchen-Hassel Schrebergartenanlage Wilhelmsruh, Lüttinghofstraße 1 Karte                                                                | Einzelbaum              | 1      | Eibe (Taxus baccata)          | 2000             | Seltenheit Schönheit          | Alter: ca. 215 Jahre Höhe: ca. 3 m Stammumfang: ca. 125 cm | BW              |
| PR 03-ND 1     | Gelsenkirchen-Scholven Im Einfahrtsbereich zum Gehöft Gecksheide 37 a Karte                                                                    | Findling                | 1      | Findling (Granit)             | 2000             | Naturgeschichtliche Gründe    | Graurötlicher Granit Maße: 1,15 × 0,50 × 1,05 m. | BW              |
| PR 03-ND 2     | Gelsenkirchen-Beckhausen Südöstlich des Gehöftes Lindemann, Hegemannsweg 97 Karte                                                              | Gehölzgruppe            |        | Stechpalme (Ilex aquifolium)  | 2000             | Seltenheit Schönheit          | Stechpalmengehölzgruppe, das Wäldchen hat einen Durchmesser von ca. 12 m. Alter: ca. 60 – 80 Jahre Höhe: ca. 5 – 7 m. | BW              |
| PR 04-ND 1     | Gelsenkirchen-Buer Schlosspark Berge, Berger Boskett, Adenauerallee 101, ca. 50 m nördlich der Westseite des Waldteiches Karte                 | Einzelbaum              | 1      | Rotbuche (Fagus sylvatica)    | 2000             | Schönheit                     | Alter: ca. 200 Jahre Höhe: ca. 20 m Stammumfang: ca. 420 cm | BW              |
| PR 04-ND 2     | Gelsenkirchen-Buer Schlosspark Berge, Berger Boskett, Adenauerallee 101, ca. 50 m nördlich der Westseite des Waldteiches Karte                 | Einzelbaum              | 1      | Eibe (Taxus baccata)          | 2000             | Schönheit Seltenheit          | Alter: ca. 100 Jahre Höhe: ca. 10 m Stammumfang: ca. 140 cm | BW              |
| PR 04-ND 3     | Gelsenkirchen-Buer Schlosspark Berge, Adenauerallee 101, auf der Insel im Nymphaeenteich Karte                                                 | Einzelbaum              | 1      | Platane (Platanus acerifolia) | 2000             | Eigenart Schönheit            | Alter: ca. 150 Jahre Höhe: ca. 15 m Stammumfang: ca. 275 cm | BW              |
| PR 04-ND 4     | Gelsenkirchen-Buer Schlosspark Berge, Adenauerallee 101, am Haus Berge Karte                                                                   | Einzelbaum              | 1      | Esskastanie (Castanea sativa) | 2000             | Schönheit                     | Alter: ca. 70 Jahre Höhe: ca. 12 m Stammumfang: ca. 320 cm | BW              |
| PR 04-ND 5     | Gelsenkirchen-Buer Schlosspark Berge, Adenauerallee 101, südöstlich von Haus Berge am Abschluss der Mittelachse auf der westlichen Seite Karte | Einzelbaum mehrtriebig  | 1      | Eibe (Taxus baccata)          | 2000             | Seltenheit Eigenart Schönheit | Eibe mit mehreren Trieben (Haupttrieb wurde gekappt) Alter: ca. 300 Jahre Höhe: ca. 7 m Stammumfang: ca. 85 cm (stärkster Trieb) | BW              |
| PR 04-ND 6     | Gelsenkirchen-Buer Schlosspark Berge, Adenauerallee 101, südöstlich von Haus Berge am Abschluss der Mittelachse auf der östlichen Seite Karte  | Einzelbaum              | 1      | Eibe (Taxus baccata)          | 2000             | Seltenheit Eigenart Schönheit | Alter: ca. 300 Jahre Höhe: ca. 7 m Stammumfang: ca. 190 cm | BW              |
| PR 04-ND 7     | Gelsenkirchen-Buer Schlosspark Berge, Adenauerallee 101, nördlich der Kreuzung Adenauerallee / Emil-Zimmermann-Allee Karte                     | Findling                | 1      | Findling (Granit)             | 2000             | Naturgeschichtliche Gründe    | Heller Granit Maße: 1,60 × 1,30 × 1,10 m | BW              |
| PR 05-ND 1     | Gelsenkirchen-Buer im Waldgebiet Löchterheide, östlich Ostring und südlich der Westerholter Straße Karte                                       | Einzelbaum              | 1      | Rotbuche (Fagus sylvatica)    | 2000             | Schönheit Eigenart            | Alter: ca. 250 Jahre Höhe: ca. 25 m Stammumfang: ca. 400 cm | BW              |
| PR 05-ND 2     | Gelsenkirchen-Buer im Waldgebiet Löchterheide, östlich Ostring und südlich der Westerholter Straße Karte                                       | Einzelbaum              | 1      | Rotbuche (Fagus sylvatica)    | 2000             | Schönheit Eigenart            | Alter: ca. 250 Jahre Höhe: ca. 25 m Stammumfang: ca. 405 cm | BW              |
| PR 05-ND 3     | Gelsenkirchen-Buer m Waldgebiet Löchterheide, östlich Ostring und südlich der Westerholter Straße Karte                                        | Einzelbaum              | 1      | Rotbuche (Fagus sylvatica)    | 2000             | Schönheit Eigenart            | Alter: ca. 250 Jahre Höhe: ca. 25 m Stammumfang: 465 cm Baumchirurgische Maßnahmen im Kronenbereich | BW              |
| PR 05-ND 4     | Gelsenkirchen-Buer im Waldgebiet Löchterheide, östlich Ostring und südlich der Westerholter Straße Karte                                       | Einzelbaum              | 1      | Rotbuche (Fagus sylvatica)    | 2000             | Schönheit Eigenart            | Alter: ca. 250 Jahre Höhe: ca. 25 m Stammumfang: ca. 465 cm | BW              |
| PR 05-ND 5     | Gelsenkirchen-Buer im Waldgebiet Löchterheide, östlich Ostring und südlich der Westerholter Straße Karte                                       | Einzelbaum              | 1      | Rotbuche (Fagus sylvatica)    | 2000             | Schönheit Eigenart            | Alter: ca. 250–300 Jahre Höhe: ca. 25 m Stammumfang: ca. 570 cm | BW              |
| PR 09-ND 1     | Gelsenkirchen-Horst Am Rhein-Herne-Kanal, Schleuse Gelsenkirchen Karte                                                                         | Findling                | 1      | Findling (Granit)             | 2000             | Naturgeschichtliche Gründe    | Roter Granit Maße: 2,60 × 1,00 × 1,30 m Der Findling wurde beim Ausbau der Schleusen gefunden. | Fotos hochladen |
| PR 10-ND 1     | Gelsenkirchen-Feldmark Im alten Stadtgarten, Zeppelinallee 20, am südwestlichen Rand des großen Teiches Karte                                  | Findling                | 1      | Findling (Granit)             | 2000             | Naturgeschichtliche Gründe    | Roter Granit Maße: 1,80 × 1,20 × 0,50 m | BW              |
| PR 10-ND 2     | Gelsenkirchen-Feldmark Im alten Stadtgarten, Zeppelinallee 20, am südwestlichen Rand des großen Teiches Karte                                  | Findling                | 1      | Findling (Granit)             | 2000             | Naturgeschichtliche Gründe    | Grauer Granit Maße: 1,45 × 0,90 × 0,80 m | BW              |
| PR 11-ND 1     | Gelsenkirchen-Bulmke Im Bereich des Bulmker Parkes, südlich Elisenstraße Karte                                                                 | Findling                | 1      | Findling (Gneis)              | 2000             | Naturgeschichtliche Gründe    | Grauer Gneis Maße: 1,30 × 1,10 × 0,90 m. | Fotos hochladen |
| PR 13-ND 1     | Gelsenkirchen-Ückendorf Im nördlichen Teil des Rheinelbeparks, ca. 75 m südlich der Virchowstraße Karte                                        | Einzelbaum              | 1      | Platane (Platanus acerifolia) | 2000             | Eigenart Schönheit            | Alter: ca. 350 Jahre Höhe: ca. 18 m Stammumfang: ca. 430 cm | BW              |
| PR 13-ND 2     | Gelsenkirchen-Ückendorf Im nördlichen Teil des Rheinelbeparks, ca. 100 m südlich der Virchowstraße Karte                                       | Einzelbaum              | 1      | Platane (Platanus acerifolia) | 2000             | Eigenart Schönheit            | Alter: ca. 350 Jahre Höhe: ca. 18 m Stammumfang: ca. 430 cm | BW              |
| PR 13-ND 4     | Gelsenkirchen-Ückendorf Westlich des Hauptzuganges des Von-Wedelstaedt-Parks, Parkstraße 20 Karte                                              | Findling                | 1      | Findling (Granit)             | 2000             | Naturgeschichtliche Gründe    | Grauer Granit Maße: 1,25 × 1,10 × 1,00 m Der Findling ist völlig durch Gehölze (Rhododendron, Taxus) überwuchert. | BW              |
| PR 13-ND 5     | Gelsenkirchen-Ückendorf Südöstlich des Hauptzuganges des Von-Wedelstaedt-Parks, Parkstraße 20 Karte                                            | Findling „Lindenstein“  | 1      | Findling (Granit)             | 2000             | Naturgeschichtliche Gründe    | Roter Granit Maße: 1,10 × 1,00 × 0,90 m Der Granit wird im Volksmund „Lindenstein“ oder „Lindelstein“ genannt. Einst lag er als Gerichtsstein im Schatten der Dorflinde von Ückendorf (Heute: Ückendorfer Platz). Bis ins 18. Jahrhundert hinein tagte auf der „Burbrink“ oder „Tie“ das Bauerngericht. Laut einer Sage warf ein Riese, der auf dem Tippelsberg in Bochum hauste, den Stein dorthin. Als Mitte des 19. Jahrhunderts die Dorfwege und der Dorfplatz zu einem Verkehrsknotenpunkt ausgebaut wurden, bekam der „Lindenstein“ einen neuen Platz am alten Amtshaus in der Ziegelstraße. Später wurde er durch Carl von Wedelstaedt bei Anlage des Parks an seinen heutigen Standort platziert. | Fotos hochladen |

## Vorläufige Festlegung Naturdenkmalverordnung 2018
Die vorläufige Naturdenkmalverordnung wurde im November 2018 veröffentlicht. Sie enthält Naturdenkmale im bebauten Stadtgebiet von Gelsenkirchen. In ihr wurden einige neue Bäume als Naturdenkmale festgelegt. Erhaltene Naturdenkmäler aus der Verordnung von 2001 bekamen eine neue Nummer.
| Denkmal-Nummer | Ort / Lage                                                                               | Bezeichnung des ND | Anzahl | Art                                           | Eingetragen seit | Schutzgrund                               | Beschreibung | Bild            |
| -------------- | ---------------------------------------------------------------------------------------- | ------------------ | ------ | --------------------------------------------- | ---------------- | ----------------------------------------- | --- | --------------- |
| ND 1           | Gelsenkirchen-Buer Uhlenwinkel 1 Karte                                                   | Einzelbaum         | 1      | Esskastanie (Castanea sativa)                 | 2001             | Seltenheit Eigenart Schönheit             | Vormals ND Nr. 10 Alter: ca. 120–140 Jahre Höhe: ca. 15 m Stammumfang: ca. 400 cm                                                                            | Fotos hochladen |
| ND 2           | Gelsenkirchen-Scholven Mentzelstraße 2a Karte                                            | Einzelbaum         | 1      | Rotbuche (Fagus sylvatica)                    | 2018             | Eigenart Schönheit                        | Alter: ca. 150–180 Jahre Höhe: ca. 22 m Stammumfang: ca. 380 cm                                                                                              | Fotos hochladen |
| ND 3           | Gelsenkirchen-Hassel Oberfeldinger Straße 54 Karte                                       | Einzelbaum         | 1      | Rotbuche (Fagus sylvatica)                    | 2018             | Eigenart Schönheit                        | Alter: ca. 150–180 Jahre Höhe: ca. 22 m Stammumfang: ca. 420 cm                                                                                              | BW              |
| ND 4           | Gelsenkirchen-Buer Albertstraße 31 Karte                                                 | Einzelbaum         | 1      | Blutbuche (Fagus sylvatica f. purpurea)       | 2018             | Seltenheit Schönheit                      | Alter: ca. 100–120 Jahre Höhe: ca. 16 m Stammumfang: ca. 300 cm                                                                                              | Fotos hochladen |
| ND 5           | Gelsenkirchen-Buer Ophofstraße 33 Karte                                                  | Einzelbaum         | 1      | Blutbuche (Fagus sylvatica f. purpurea)       | 2001             | Seltenheit Eigenart Schönheit             | Vormals ND Nr. 4 Alter: ca. 120–140 Jahre Höhe: ca. 16 m Stammumfang: ca. 320 cm                                                                             | Fotos hochladen |
| ND 6           | Gelsenkirchen-Buer Ressestraße 2 Karte                                                   | Einzelbaum         | 1      | Blutbuche (Fagus sylvatica f. purpurea)       | 2001             | Seltenheit Eigenart Schönheit             | Vormals ND Nr. 5 Alter: ca. 150–170 Jahre Höhe: ca. 15 m Stammumfang: ca. 380 cm                                                                             | Fotos hochladen |
| ND 7           | Gelsenkirchen-Ückendorf Knappschaftsstraße 5, Caritas Ambulante Pflege Mitte Karte       | Einzelbaum         | 1      | Hängebuche (Fagus sylvatica f. pendula)       | 2018             | Seltenheit Eigenart Schönheit             | Alter: ca. 100–120 Jahre Höhe: ca. 13 m Stammumfang: ca. 280 cm                                                                                              | BW              |
| ND 8           | Gelsenkirchen-Buer Mühlenstraße 5–9, Innenhof St.-Marien-Hospital Buer Karte             | Einzelbaum         | 1      | Ahornblättrige Platane (Platanus × hispanica) | 2001             | Eigenart Schönheit                        | Vormals ND Nr. 1 Alter: ca. 150–170 Jahre Höhe: ca. 22 m Stammumfang: ca. 600 cm                                                                             | Fotos hochladen |
| ND 9           | Gelsenkirchen-Buer Vom-Stein-Straße / Ecke Ressestraße Karte                             | Einzelbaum         | 1      | Ahornblättrige Platane (Platanus × hispanica) | 2001             | Eigenart Schönheit                        | Vormals ND Nr. 6 Alter: ca. 130–150 Jahre Höhe: ca. 18 m Stammumfang: ca. 530 cm Platane mit fünf mächtigen Stämmlingen, Kronendurchmesser beträgt ca. 25 m. | Fotos hochladen |
| ND 10          | Gelsenkirchen-Schalke Kurt-Schumacher-Straße 58 Karte                                    | Einzelbaum         | 1      | Ahornblättrige Platane (Platanus × hispanica) | 2018             | Eigenart Schönheit                        | Alter: ca. 110–130 Jahre Höhe: ca. 25 m Stammumfang: ca. 460 cm                                                                                              | BW              |
| ND 11          | Gelsenkirchen-Buer Schüngelbergstraße 91, Nähe Rungenberghalde Karte                     | Baumgruppe         | 2      | Ahornblättrige Platane (Platanus × hispanica) | 2018             | Eigenart Schönheit                        | Alter: beide ca. 110–130 Jahre Höhe: beide ca. 25 m Stammumfang: 440 bzw. 460 cm                                                                             | BW              |
| ND 12          | Gelsenkirchen-Hüllen Florastraße 216 Karte                                               | Baumgruppe         | 2      | Ahornblättrige Platane (Platanus × hispanica) | 2018             | Eigenart Schönheit                        | Alter: beide ca. 80–100 Jahre Höhe: beide ca. 20 m Mehrstämmig                                                                                               | BW              |
| ND 13          | Gelsenkirchen-Buer Schüngelbergstraße 12, Nähe Rungenberghalde Karte                     | Einzelbaum         | 1      | Ahornblättrige Platane (Platanus × hispanica) | 2018             | Eigenart Schönheit                        | Alter: ca. 110–130 Jahre Höhe: ca. 22 m Stammumfang: ca. 460 cm                                                                                              | BW              |
| ND 14          | Gelsenkirchen-Bismarck Albenhausenstraße 46 Karte                                        | Einzelbaum         | 1      | Schwarz-Pappel (Populus nigra)                | 2018             | Eigenart Schönheit                        | Alter: ca. 60–80 Jahre Höhe: ca. 25 m Stammumfang: ca. 380 cm                                                                                                | BW              |
| ND 15          | Gelsenkirchen-Scholven Forstweg 16 Karte                                                 | Baumgruppe         | 2      | Kultur-Birne (Pyrus communis)                 | 2018             | Landeskundliche Gründe Eigenart Schönheit | Alter: beide ca. 110–130 Jahre Höhe: beide ca. 12 m Stammumfang: ca. 200 bzw. 260 cm                                                                         | BW              |
| ND 16          | Gelsenkirchen-Ückendorf Filchnerstraße 10 Karte                                          | Einzelbaum         | 1      | Riesenmammutbaum (Sequoiadendron giganteum)   | 2018             | Seltenheit Eigenart Schönheit             | Alter: ca. 60–80 Jahre Höhe: ca. 15 m Stammumfang: ca. 460 cm                                                                                                | BW              |
| ND 17          | Gelsenkirchen-Buer Pfefferackerstraße 74a Karte                                          | Baumgruppe         | 3      | Winterlinde (Tilia cordata)                   | 2018             | Landeskundliche Gründe Eigenart Schönheit | Alter: je ca. 100–120 Jahre Höhe: je ca. 26 m Stammumfang: je ca. 200 cm                                                                                     | Fotos hochladen |
| ND 18          | Gelsenkirchen-Buer Brinkgartenstraße 16 Karte                                            | Einzelbaum         | 1      | Sommerlinde (Tilia platyphyllos)              | 2018             | Landeskundliche Gründe Eigenart Schönheit | Alter: ca. 100–120 Jahre Höhe: ca. 20 m Stammumfang: ca. 280 cm                                                                                              | Fotos hochladen |
| ND 19          | Gelsenkirchen-Rotthausen gegenüber Beethovenstraße 41 Karte                              | Einzelbaum         | 1      | Huntingdon-Ulme (Ulmus × hollandica ‘Vegeta’) | 2018             | Landeskundliche Gründe Eigenart Schönheit | Alter: ca. 90–110 Jahre Höhe: ca. 26 m Stammumfang: ca. 330 cm                                                                                               | BW              |
| ND 20          | Gelsenkirchen-Heßler Grimmstraße 44, Treppe Berufskolleg für Technik und Gestalten Karte | Findling           | 1      | Findling (Grauer, feinkörniger Granit)        | 2001             | Wissenschaftliche Gründe                  | Vormals ND Nr. 7 Grauer, feinkörniger Granit Maße: 1,15 × 1,20 × 0,70 m Stein liegt unterhalb der Eingangstreppe im Gebüsch.                                 | BW              |
| ND 21          | Gelsenkirchen-Bulmke Kinderspielplatz Burgers Park, Bulmker Straße / Irmgardstraße Karte | Findling           | 1      | Findling (Roter Granit)                       | 2001             | Wissenschaftliche Gründe                  | Vormals ND Nr. 8 Roter Granit Maße: 1,35 × 0,75 × 0,65 m | BW              |

## Abgegangene Naturdenkmale
- Rosskastanie (Aesculus hippocastanum) (ND 2 / 2001), De-La-Chevallierie-Straße / Ecke Freiheit; ca. 80 Jahre, 12 Meter hoch, Stammumfang ca. 4 Meter – Baum wurde 2010 gefällt.

- Platane (Platanus orientalis) (ND 9 / 2001), Zeppelinallee gegenüber Gertrud-Bäumer-Realschule, vor der ersten Parkbucht; ca. 90 Jahre, ca. 18 Meter hoch, Umfang ca. 1,80 Meter – Baum wurde 2010 gefällt.

- Esskastanie (Castanea sativa) (PR 01-ND2 Oberscholven / Hassel), Wegezufahrt im Bereich des Gehöftes Westerholt westlich der Oberscholvener Straße; ca. 120 Jahre, Stammumfang ca. 340 cm. – 2007 abgestorben, 2014 gefällt.

- Stieleiche (Quercus robur) „Sachsenwaldeiche“ (PR 13-ND3; Rotthausen / Ückendorf), Rheinelbepark – Baum wurde 2015 gefällt.

- Walnuss (Juglans regia) (ND 3 / 2001), Hochstraße / Ecke Hagenstraße; ca. 110 Jahre, ca. 10 Meter hoch, Stammumfang ca. 2,50 Meter – Baum wurde 2016 gefällt.

- Rotbuche (Fagus sylvatica) (PR 01-ND 6; Oberscholven / Hassel), nördlich der Valentinstraße / westlich des Teiches vom Hasseler Bach in einem Wald; Stammumfang ca. 360 cm – Baum wurde 2017 gefällt.